# レイモンド・グリーン
レイモンド・F・グリーン（英語: Raymond F. Greene、中国語: 谷立言）は、アメリカ合衆国の外交官。在沖総領事、在成都総領事、在台湾協会副所長を経て、2021年7月17日から2022年1月22日まで駐日米国臨時代理大使を務めた。2022年から2024年まで、在日米国大使館の首席公使兼副大使、米国国家安全保障会議の日本・東アジア経済担当部長を務める。また、国務省東アジア・太平洋局では、経済政策部長を務めたほか、アジア太平洋経済協力会議の経済委員会議長にも選出された。母国語の英語に加えて、日本語と中国語に堪能。

## 学歴
メリーランド大学カレッジパーク校で学士号（政治学・日本語）および公共経営修士号（国際安全保障と経済政策）を取得。
また、職業外交官となる前に外国語青年招致事業（JETプログラム）で1年間ほど横浜に滞在したこともある。

## 外交経歴
1990年代半ばに国務省へ入省した後、主にインド太平洋地域との外交に携わる。上級外交官として、ワシントンD.C.の国家安全保障会議（NSC）日本・東アジア経済担当部長、国務省東アジア・太平洋局（EAP）経済政策部長、アジア太平洋経済協力会議（APEC）経済委員会議長などを歴任した。
在外勤務は、東京の在日大使館とマニラの在フィリピン大使館で政治担当官などを務めたほか、在沖総領事、在成都総領事、在台協会副所長（次席副大使相当）として奉職した。
2021年7月17日から2022年1月22日にかけて、駐日臨時代理大使を務めた。
2024年5月29日、米国在台協会が、サンドラ・オウドカーク台北事務所長（大使に相当）の後任として、同年夏にグリーンを充てると発表した。
2024年7月9日、米国在台協会台北事務所長に就任。

## 私生活
夫人は、台湾人の柯雅文（ヤーウェン・コー／Yawen Ko）。